# نیکلاس پنجم
پاپ نیکلاس پنجم (به لاتین: Nicholaus V) یکی از پاپ‌های کلیسای کاتولیک رم بود که با نام توماسو پرنتوچلی در جنوا به دنیا آمد و از ۱۴۴۷ تا ۱۴۵۵ میلادی پاپ بود.
پرنتوچلی در سال ۱۴۴۶ توسط پاپ اوژن چهارم به مقام کاردینالی منصوب گردید و تنها یک سال بعد با درگذشت پاپ جانشین او شد و به افتخار نیکولو آلبرگاتی عنوان نیکولاس را برای خود برگزید.
در دوران پاپی نیکولاس پنجم کنستانتینوپول (قسطنطنیه) به دست ترکان عثمانی سقوط کرد و جنگ صد ساله به پایان رسید. نیکلاس پنجم در مقابل ترکان عثمانی اعلان جنگ صلیبی (جهاد) نمود که هیچگاه به مرحله عملیاتی نرسید. در قالب توافق وین او حاکمیت پاپ را بر مناصب و عواید کلیسا را تثبیت کرد.